# Aprekace
Aprekace (z latinského apprecori, vzývat) se nazývá v diplomatice část eschatokolu. Jedná se o krátkou závěrečnou žehnací modlitbu ve středověkých listinách. Zpravidla ji tvoří výraz In Dei nomine feliciter, Amen (Šťastný ve jménu Božím, Amen), či jen pouhé Amen. V papežských bulách se Amen opakuje i třikrát. Aprekace je protějškem vzývání božího jména v invokaci a stejně jako invokace měla přispět k dodržení trvalé platnosti vůle vydavatele a k uskutečnění dispozice (právního obsahu listiny). Aprekace se obvykle nachází na úplném konci listiny až po dataci, ale může také stát před ní. Tak se objevuje v listinách od doby Vizigótů až do 14. století. V raném novověku z textu mizí.